# Jin'an, Lu'an
Jin'an är ett stadsdistrikt och säte för stadsfullmäktige i staden Lu'an i provinsen Anhui i östra Kina.
Jin'an är indelat i fem stadsdelsdistrikt,  elva köpingar, sex socknar och en administrativ enhet på sockennivå..
Stadsdelsdistrikt (jiedao):

- Dongshi (东市街道)
- Qingshuihe (清水河街道)
- Sanliqiao (三里桥街道)
- Wangcheng (望城街道)
- Zhongshi (中市街道)

Köpingar (zhen):

- Chunshu (椿树镇)
- Donghekou (东河口镇)
- Dongqiao (东桥镇)
- Maotanchang (毛坦厂镇)
- Matou (马头镇)
- Muchang (木厂镇)
- Sanshipu (三十铺镇)
- Shiqiao (施桥镇)
- Shuanghe (双河镇)
- Sungang (孙岗镇)
- Zhangdian (张店镇)

Socknar (xiang):

- Chengbei (城北乡)
- Hengtanggang (横塘岗乡)
- Pidong (淠东乡)
- Wengdun (翁墩乡)
- Xianshengdian (先生店乡)
- Zhongdian (中店乡)

Område på sockennivå:
- Liu'an Jingji Kaifaqu ekonomisk utvecklingszon (六安经济开发区)